# سي شارب
سي# (بالإنجليزية: #C)‏ (تلفظ سي شارب/see sharp) هي لغة برمجة متعددة الأنماط تتمتع بكونها سكونية التنميط وأمرية وتعريفية ووظيفية وتعتبر كائنية التوجُّه أو البرمجة الشيئية (بالإنجليزية: (Object-oriented programming - OOP) وعمومية وشيئية المنحى (غرضية التوجه) (باستخدام الفئات) كما تخضع لمبادئ البرمجة التركيبية المنحى.
قامت مايكروسوفت بتطوير هذه اللغة في إطار عملها على تطوير دوت نِت وتمت الموافقة على تعييرها من منظمة Ecma (المعيار Ecma-334) والمنظمة الدولية للمعايير (المعيار ISO/IEC 23270:2006). إن سي شارب إحدى لغات البرمجة المصممة للعمل على البنية التحتية المشتركة للغات البرمجة (CLI). صُممت لغة سي شارب لتكون لغة بسيطة وحديثة وعامة الأغراض وشيئية المنحى. وقد قاد أندرس هيلسبرغ فريق تطويرها.
الإصدار الأحدث من اللغة هو C# 13 وطرح في 2024.

## أهداف التصميم
يدرج المعيار ECMA الأهداف التصميمية التالية للغة #C:
- ينبغي أن تكون لغة #C بسيطة وحديثة وعامة الاستخدام وشيئية المنحى.
- ينبغي أن توفر اللغة والتحقيق أيضاً دعماً لمبادئ هندسة البرمجيات مثل التحقق القوي من الأنماط (أو التحقق الاستاتيكي) والتحقق من حدود المصفوفات واكتشاف محاولات استخدام المتحولات غير المهيئة وجمع القمامة الأوتوماتيكي. كذلك التأكيد على أهمية متانة وديمومة البرمجيات وإنتاجية المبرمج.
- يجب أن يتيح التصميم إمكانية استخدام اللغة لتطوير مكونات برمجية قابلة للاستخدام في البيئات الموزعة.
- إن محمولية الكود المصدري هدف ذو أهمية عالية، كذلك محمولية المبرمج، خاصة بالنسبة لؤلائك ذوي الخبرة بلغة سي++ ولغة C.
- إن دعم التوطين والعولمة هدف ذو أهمية عالية.
- ينبغي أن تكون لغة #C ملائمة لبرمجة تطبيقات خاصة بالنظم المضمنة والأنظمة المضيفة سواءً أكانت تطبيقات ضخمة تستخدم أنظمة تشغيل معقدة أو تطبيقات بسيطة لديها وظيفية محددة.
- على الرغم من أنه ينبغي على التطبيقات المكتوبة بلغة #C أن تقتصد في استخدام الذاكرة وقوة المعالجة إلا أن اللغة لا تهدف إلى منافسة مباشرة مع أداء وحجم التطبيقات المكتوبة بلغة C أو لغة التجميع.

## التسمية
إن الاسم "C sharp" مستوحى من الرمز الموسيقي حيث يشير الرمز ♯ إلى أن النوتة المكتوبة مرتفعة أكثر بمقدار نصف درجة موسيقية. تتشابه هذه التسمية مع اسم لغة ++C حيث تشير "++" إلى وجوب زيادة المتحول بمقدار 1. يشبه الرمز ♯ شكلاً من أربع إشارات "+" (في شبكة 2x2) بما يعني ضمناً أن هذه اللغة هي زيادة بمقدار 1 على لغة ++C.
تم اختيار رمز الشباك (رمز اليونيكود U+0023) لتمثيل رمز شارب في كتابة اسم اللغة عوضاً عن الرمز ♯ (رمز اليونيكود U+266F) بسبب قيود تقنية تمنع من إظهاره (كافتقار دعم الخطوط القياسية وبعض المتصفحات للرمز ♯) كذلك عدم وجوده على لوحة المفاتيح القياسية.اتبع هذا التقليد أيضاً في معيار توصيف اللغة ECMA 334. على كل الأحوال تستخدم مايكروسوفت الرمز الموسيقي الصحيح عندما يمكنها عملياً القيام بذلك (على سبيل المثال في الحملات الدعائية أو على غلاف المنتج). استُخدمت اللاحقة «شارب» في عدد من لغات دوت نت المبنية على لغات أخرى بما فيها لغة جي شارب (لغة دوت نت صممتها مايكروسوفت بالاشتقاق من لغة جافا 1.1) ولغة إيه شارب (مشتقة من لغة أيدا) ولغة البرمجة الوظيفية إف شارب. أطلق على التحقيق الأصلي من لغة آيفل الخاص بدوت نت اسم آيفل شارب إلا أنه تم التخلي عن هذا الاسم بعد دعم آيفل بشكل كامل. استُخدمت هذه اللاحقة أيضاً في تسمية بعض المكتبات مثل Gtk شارب (تغليف دوت نت لمكتبة +Gtk ومكتبات جنوم أخرى) ومكتبة كوكوا شارب (تغليف مكتبة كوكوا).

## تاريخ اللغة
بدأ تطوير منصة دوت نت بكتابة مجموعة من مكتبات الصفوف، وقد استخدم نظام تصريف مدار اسمه Simple Managed C أو اختصاراً SMC للقيام بذلك. لاحقاً وبالتحديد في كانون الثاني 1999 شكل أندرس هيلسبرغ فريقاً من المطورين بهدف بناء لغة جديدة اسمها كول (بالإنجليزية: Cool)‏، يشكل الاسم اختصاراً لعبارة «لغة غرضية التوجه شبيهة بلغة C» (بالإنجليزية: C-like Object Oriented Language)‏. قررت مايكروسوفت الإبقاء على هذا الاسم إلا أنها تخلت عن ذلك لاحقاً لأسباب قانونية لها علاقة بحقوق العلامات المسجلة. على التوازي مع ذلك أُعلن مشروع دوت نت رسمياً في مؤتمر للمطورين المحترفين (PDC) في تموز عام 2000 وأعيد تسمية اللغة إلى سي# كما تم تصدير وقت التنفيذ الخاص بلغة إيه إس بي دوت نت بالإضافة إلى مكتبات الصفوف إلى هذه اللغة.
اعتبر مصمم لغة جافا جيمس غوسلينغ وبيل جوي وهو أحد مؤسسي شركة صن مايكروسيستمز التي أتت بلغة جافا أن لغة سي# ليست سوى «تقليداً» للغة جافا؛ وقد قال غوسلينغ معقباً «إنها [المقصود سي#] كجافا نوعاً ما ولكن بعد التخلي عن الاعتمادية والإنتاجية والأمان». كتب كل من كلاوس كرفت وأنجلكا لانجر في مقال لهما في مدونة «إن جافا وسي# لغتا برمجة متطابقتان تقريباً. وهذا تكرار مضجر يفتقر الإبداع»، «من الصعب جداً الادعاء أن جافا أو سي# لغة برمجة ثورية غيرت الأسلوب الذي نكتب فيه البرامج»، «لقد استعارت سي# الكثير من جافا -والعكس صحيح. حيث تدعم سي# ميزة التعليب وفك التعليب الآن وقريباً سوف نجد ميزةً شبيهة في جافا». قال أندرس هيلسبرغ في تموز عام 2000 أن سي# ليست «نسخة من جافا» بل أنها «أكثر قرباً إلى لغة سي++» من ناحية التصميم.
في تشرين الثاني 2005 أعلن عن الإصدار 2.0 من سي# ومن هنا بدأت سي# وجافا بالتطور في اتجاهات متزايدة الاختلاف. إن أول وأهم هذه الاختلافات كان في إضافة الأنماط العمومية (بالإنجليزية: Generics)‏ إلى كلتا اللغتين حيث كان تحقيقهما لهذه الأنماط شديد الاختلاف حيث تقوم سي# بالتعامل مع الأنماط العمومية كصفوف حقيقية وتولد الكود الخاص بها وقت التنفيذ بينما تتعامل جافا مع هذه الأنماط كميزة مضافة إلى نحو اللغة تمكن المطور من كتابة كود عمومي كما تمكن المترجم من التأكد من صحة الأنماط فقط بينما لا تحول هذه الأنماط إلى أنماط حقيقية وقت التنفيذ ولا يتم توليد كود خاص بها على غرار سي#.
إضافة إلى ذلك فقد أضيفت إلى سي# مجموعة من الميزات الهامة بهدف تمكين استخدام البرمجة الوظيفية فيها كُللت بإضافة لينك في الإصدار 3.0 والإطار البرمجي الداعم لتعابير لامبدا والطرق الملحقة والأنماط غير المسماة. تمكن هذه الميزات المطور من استخدام تقنيات البرمجة الوظيفية عندما يكون من المستحسن القيام بذلك. إن إضافات لينك وغيرها من الميزات الوظيفية تساعد المطور على كتابة أسطر أقل عند القيام بمهام روتينية كالاستعلام من قاعدة بيانات أو إعراب ملف إكس إم إل أو البحث ضمن بنية معطيات بما يمكن من التركيز على هدف البرنامج المنطقي وتحسين مقروئيته وصيانته.
كان لدى سي# جالب للحظ اسمه آندي (سمي باسم أندرس هيلسبرغ) وقد أحيل إلى التقاعد في 29 كانون الثاني عام 2004.
عُرضت سي# على لجنة آيزو الفرعية JTC 1/SC 22 للمراجعة والتعيير، كان اسم المعيار ISO/IEC 23270:2003 وهو ملغى اليوم. تمت الموافقة فيما بعد على تعيير سي# وفق المعيار ISO/IEC 23270:2006.

## الإصدارات
هذه قائمة بالإصدارات المختلفة للسي#:
| الإصدار  | سي إل آر    | توصيف اللغة | توصيف اللغة | توصيف اللغة | التاريخ     | أُطُر العمل                                                                                         | فيجوال ستوديو                         |
| الإصدار  | سي إل آر    | ECMA        | ISO / IEC   | مايكروسوفت  | التاريخ     | أُطُر العمل                                                                                         | فيجوال ستوديو                         |
| -------- | ----------- | ----------- | ----------- | ----------- | ----------- | ------------------------------------------------------------------------------------------------- | ------------------------------------- |
| سي# 1.0  | 1.0         | يناير 2002  | ابريل 2003  | يناير 2002  | يناير 2002  | إطار عمل دوت نت 1.0                                                                               | فيجوال ستوديو.نت 2002                 |
| سي# 1.2  | 1.1         | يناير 2002  | ابريل 2003  | أكتوبر 2003 | ابريل 2003  | إطار عمل دوت نت 1.1                                                                               | فيجوال ستوديو.نت 2003                 |
| سي# 2.0  | 2.0         | يونيو 2006  | سبتمبر 2006 | سبتمبر 2005 | نوفمبر 2005 | إطار عمل دوت نت 2.0                                                                               | فيجوال ستوديو 2005                    |
| سي# 3.0  | 2.0 2.0 SP1 | لا يوجد[ب]  | لا يوجد[ب]  | اغسطس 2007  | نوفمبر 2007 | إطار عمل دوت نت 2.0 (بدون امتداد لينك) إطار عمل دوت نت 3.0 (بدون امتداد لينك) إطار عمل دوت نت 3.5 | فيجوال ستوديو 2008 فيجوال ستوديو 2010 |
| سي# 4.0  | 4.0[ج]      | لا يوجد[ب]  | لا يوجد[ب]  | ابريل 2010  | ابريل 2010  | إطار عمل دوت نت 4.0                                                                               | فيجوال ستوديو 2010                    |
| سي# 5.0  | 4.5[د]      | لا يوجد[ب]  | لا يوجد[ب]  | يونيو 2013  | اغسطس 2012  | إطار عمل دوت نت 4.5                                                                               | فيجوال ستوديو 2012                    |
| سي# 6.0  |             | لا يوجد     | لا يوجد     | يوليو 2015  | يوليو 2015  | إطار عمل دوت نت 4.6 إطار عمل دوت نت كور 1.0 إطار عمل دوت نت كور 1.1                               | فيجوال ستوديو 2015                    |
| سي# 7.0  |             | لا يوجد     | لا يوجد     |             | مارس 2017   | إطار عمل دوت نت 4.7                                                                               | فيجوال ستوديو 2017 15.0               |
| سي# 7.1  |             | لا يوجد     | لا يوجد     |             | أغسطس 2017  | إطار عمل دوت نت كور 2.0                                                                           | فيجوال ستوديو 2017 15.3               |
| سي# 7.2  |             | لا يوجد     | لا يوجد     |             | نوفمبر 2017 | لا يوجد إطار عمل                                                                                  | فيجوال ستوديو 2017 15.5               |
| سي# 7.3  |             | لا يوجد     | لا يوجد     |             | مايو 2018   | إطار عمل دوت نت 4.8 إطار عمل دوت نت كور 2.1 إطار عمل دوت نت كور 2.2                               | فيجوال ستوديو 2017 15.7               |
| سي# 8.0  |             | لا يوجد     | لا يوجد     |             | سبتمبر 2019 | إطار عمل دوت نت كور 3.0 إطار عمل دوت نت كور 3.1                                                   | فيجوال ستوديو 2019 16.3               |
| سي# 9.0  |             | لا يوجد     | لا يوجد     |             | نوفمبر 2020 | دوت نت 5                                                                                          | فيجوال ستوديو 2019 16.8               |
| سي# 10.0 |             | لا يوجد     | لا يوجد     |             | نوفمبر 2021 | دوت نت 6                                                                                          | فيجوال ستوديو 2022 17.0               |
| سي# 11.0 |             | لا يوجد     | لا يوجد     |             | نوفمبر 2022 | دوت نت 7                                                                                          | فيجوال ستوديو 2022 17.4               |
| سي# 12.0 |             |             |             |             | ديسمبر 2023 | دوت نت 8                                                                                          | فيجوال ستوديو 2022 17.4               |

| أ يتضمن مستند توصيف C# 2.0 الخاص بمايكروسوفت مزايا الإصدار 2.0 الجديدة فقط. استخدم التوصيف 1.2 للاطلاع على المزايا القديمة. |
| ب لا يوجد معيار Ecma ولا ISO/IEC للإصدارات #C التالية: 3.0 و 4.0 و 6.0 و 7.0 و 7.1 و 7.2 و 7.3 و 8.0                        |
| ج لا يوجد إصدار 3.0 من سي إل آر                                                                                             |
| د رقم الإصدار حسب توثيق سي إل آر هو 4.5 إلاأن قيمة الثابت Environment.Version هي 4.0                                        |

|                 | سي# 2.0 | سي# 3.0 | سي# 4.0 | سي# 5.0 | سي# 6.0 | سي# 7.0                                                              | سي# 8.0                               |
| --------------- | --- | --- | --- | --- | --- | -------------------------------------------------------------------- | ------------------------------------- |
| المزايا المضافة | - الأنماط العامة (بالإنجليزية: Generics)‏ - الأنماط الجزئية (بالإنجليزية: Partial types)‏ - الطرق غير المسماة (بالإنجليزية: Anonymous methods)‏ - المكرارات (بالإنجليزية: Iterators)‏ - الأنماط القابلة للعدم (بالإنجليزية: Nullable types)‏ - المسندات الخاصة (بالإنجليزية: Private setters)‏ (للصفات (بالإنجليزية: properties)‏) - تحويل مجموعة الطرق (بالإنجليزية: Method group)‏ - التباين (بالإنجليزية: Covariance)‏ والتباين المعاكس (بالإنجليزية: Contra-variance)‏ - الصفوف الاستاتيكية (بالإنجليزية: Static classes)‏ | - المتحولات المحلية المنمطة ضمناً - مهيئات الكائنات والمجموعات - الصفات المحققة بشكل أوتوماتيكي - الأنماط غير المسماة - الطرق الملحقة (بالإنجليزية: Extension method)‏ - تعابير الاستعلام - تعابير لامبدا - أشجار التعابير - الطرق الجزئية (بالإنجليزية: Partial Methods)‏ | - الربط الديناميكي (بالإنجليزية: Dynamic binding)‏ - الوسطاء الاختيارية والمسماة - التباين والتباين العكسي للأنماط العامة - تضمين أنماط إنترأوب (بالإنجليزية: Interop)‏ | - الطرق اللامتزامنة (بالإنجليزية: asynchronous methods)‏ - سمات معلومة المستدعي (بالإنجليزية: caller info attributes)‏ | - المصرف كخدمة (بالإنجليزية: Compiler-as-a-service)‏ (روسلين) [هـ] - استيراد أعضاء النمط إلى فضاء التسمية - مرشحات استثنائية - تحقق من انعدام القيمة (null) بشكل موجز - إعادة أكثر من قيمة - استنباط نمط الباني - مرحلة تقييم المجتمع للتكنولوجيا (أيلول 2012) - نحوٌ موجز للبواني الرئيسية - صفات قابلة للقراءة فقط - استخدام التعابير كصفات (صفات لامبدا) بحاجة إلى تعديل | - استخدام التعابير كطرق - تمرير المصفوفات كوسطاء لواجهات IEnumerable | • متغيرات للقراءة فقط بحاجة إلى إضافة |

| هـ يقصد بذلك إمكانية التعامل مع المصرف كمكتبة برمجية، بحيث يمكن على سبيل المثال للمطور أن يطلب من المصرف أن يقوم بترجمة مجموعة من التعليمات (على شكل شجرة تعابير) وإعادة حقنها في البرنامج وقت التنفيذ دون الحاجة لإعادة تصريف الكود. |

## المكتبات وأُطُر العمل
دعمت لغة سي# بعدد من المكتبات مثل:
- مكتبات النظام (دوت نت)
- مكتبات النظام (دوت نت كور)، نسخة مشابهة لـ«مكتبات النظام (دوت نت)»
- مكتبة الرسوميات المفتوحة (OpenGL) في سي#، من هنا

ودعمت بالكثير من أُطُر العمل مثل:
- إطار عمل دوت نت (.NET Framework)
- نواة دوت نت (.NET Core)
- منصة ويندوز العالمية (UWP)
- إطار عمل زامرين (Xamarin.Forms / Xamarin)
- أي إس بي دوت نت (ASP.NET)

## النحو
لدى لغة سي# النحو التالي:
- تستخدم الفاصلة المنقوطة للدلالة على انتهاء العبارة البرمجية.
- تستخدم الأقواس الحاصرة { } لتجميع عدة عبارات برمجية، غالباً ما تجمع العبارات البرمجية ضمن طرق (أو وظائف)، كما تجمع الوظائف ضمن صفوف، والصفوف ضمن فضاءات تسمية.
- تُسند المتغيرات باستخدام علامة التساوي = كما تُقارن باستخدام علامتي تساوي ==.
- تستخدم الأقواس المعقوفة [ ] مع المصفوفات لدى التصريح عن المصفوفة كذلك من أجل الولوج إلى عنصر ما عن طريق استخدام الدليل الموافق.

### المزايا الفارقة
تتفرد لغة سي# عن غيرها من لغات برمجة إطار عمل دوت نت في كونها مرتبطة بشكل وثيق بمزايا البنية التحتية المشتركة للغات البرمجة (CLI)، فعلى سبيل المثال تنسب معظم الأنماط الحقيقية إلى قرائنها من أنماط القيمة (بالإنجليزية: value-types)‏ الموجودة في CLI. على الرغم من ذلك فإن توصيف اللغة لا يتطرق إلى متطلبات توليد الكود الخاصة بالمصرّف، بمعنى أن التوصيف لا يرغم مصرف سي# على توليد كود متوافق مع وقت التنفيذ المشترك للغات (CLR) أو توليد تعليمات متوافقة مع اللغة المشتركة الوسيطة (بالإنجليزية: Common Intermediate Language)‏ أو أي تنسيق آخر. وهكذا يمكّن (نظرياً على الأقل) مصرّف سي# من توليد كود لغة الآلة مباشرة على غرار باقي المصرفات كمصرّف سي++ ومصرّف فورتران. فيما يلي بعض من المزايا الجديرة بالاهتمام كونها تميز لغة سي# عن لغتي سي وسي++ (بالإضافة إلى جافا لدى ذكر ذلك صراحة):
- تدعم سي# التصريح الضمني عن المتحولات قوية التنميط عن طريق الكلمة المفتاحية var بالإضافة إلى التصريح الضمني عن المصفوفات المنمطة عن طريق الكلمة المفتاحية متبوعة بمهيئ المجموعة.
- إن إمكانية الميتا-برمجة (بالإنجليزية: Meta Programming)‏ من خلال استخدام السمات (بالإنجليزية: Attributes)‏ هي جزءً من توصيف اللغة. توفر العديد من هذه السمات وظيفية مطابقة لتلك التي توفرها موجهات قبل التصريف المعتمدة على المنصة المدعومة من قبل جي.سي.سي وفيجوال سي++.
- يجب على مبرمجي سي# استخدام الكلمة المفتاحية virtual من أجل إتاحة تجاوز الطرق في الصفوف المشتقة على غرار لغة سي++ (وخلافاً للغة جافا).
- تتيح الدوال الملحقة (بالإنجليزية: Extension Methods)‏ لمبرمجي سي# إمكانية استخدام الطرق الاستاتيكية كما لو أنها طرق خاصة بالصف، وهذا ما يمكن المبرمج من إضافة طرق جديدة إلى الصفوف عن الإحساس بضرورة وجودها في الصف نفسه وكافة الصفوف المشتقة منه.
- يتيح النمط dynamic إمكانية الربط مع الطرق أثناء التنفيذ بما يمكن من استدعاء الطرق وتركيب الكائنات وقت التنفيذ مثلما تفعل لغة جافا سكربت.
- لدى سي# الكلمة المفتاحية delegate التي تتيح تعريف مؤشرات قوية التنميط إلى توابع.
- لدى سي# وظيفية الإعلان عن الأحداث والتسجيل عليها من خلال استخدام delegate وغيرها بشكل يشابه وظيفية الإشارات والمقابس (بالإنجليزية: signals and slots)‏ التي تضيفها بيئة تطوير كيوت إلى لغة سي++.
- توفر سي# استدعاءات الطرق المتزامنة بما يشابه لغة جافا عن طريق استخدام السمة [(MethodImpl(MethodImplOptions.Synchronized]، كما أنها تدعم أقفال استبعاد التشارك عبر الكلمة المفتاحية lock.
- لا تسمح لغة سي# باستخدام المتحولات العامة ولا التوابع الشاملة إذ يجب التصريح عن كافة الطرق والأعضاء ضمن الصفوف. تعد الطرق الاستاتيكية الخاصة بالصفوف العامة بديلاً للتوابع والمتحولات الشاملة.
- خلافاً للغتي سي وسي++ لا تستطيع المتحولات المحلية إخفاء المتحولات الموجودة في الكتلة البرمجية المحيطة.
- يوفر فضاء التسمية namespace في لغة سي# نفس المستوى من العزل الذي توفره رزمة package جافا وفضاء التسمية namespace سي++، كما أنه يتمتع بالعديد من القواعد والميزات الشبيهة برزمة جافا.
- تدعم سي# نمط المعطيات البولياني bool بشكل صارم. إذ تتطلب كافة العبارات البرمجية التي تتضمن شروطاً (مثل عبارة while وعبارة if) تعابيراً من نمط يحقق المعامل true كالنمط البولياني مثلاً. بالمقارنة مع لغة سي++ التي تحوي أيضاً النمط البولياني نجد أن سي++ تتيح تحويل هذا النمط من وإلى أرقام صحيحة، نتيجةً لذلك يمكن تتطلب بعض التعابير مثل (if(a فقط أن يكون a قابل للتحويل إلى bool مفسحة المجال بذلك لأن يكون a من النمط int أو حتى أو يكون مؤشراً. لا تتيح سي# مقاربة «الأعداد الصحيحة تعني صحيح أو خطأ» على اعتبار أن إجبار المبرمج على استخدام تعابير تعيد النمط bool تماماً قد يمنع حدوث عددٍ من الأخطاء البرمجية الشائعة في لغتي سي وسي++ (مثل العبارة (if(a = b حيث استًبدل معامل المقارنة == بمعامل الإسناد =).
- تتيح سي# إمكانية استخدام المؤشرات إلى عناوين الذاكرة فقط ضمن كتل مشار إليها بالكلمة المفتاحية unsafe (غير آمن)، وتتطلب البرامج التي تحتوي كوداً غير آمنٍ سماحيات ملائمة كي تعمل. غالباً ما تستخدم الدلائل (بالإنجليزية: References)‏ الآمنة من أجل الولوج إلى الكائنات، حيث تشير هذه الدلائل دائماً لى كائنات فعالة في الذاكرة كما أن لديها قيمة فارغة null معرفة بشكل ملائم؛ من المستحيل الحصول على دليل إن كائن تم تدميره (من خلال جامع القمامة) أو الولوج إلى كتلة عشوائية في الذاكرة. يمكن للمؤشر غير الآمن الإشارة إلى متحول من نمط-قيمة أو مصفوفة أو سلسلة محرفية أو كتلة من الذاكرة محجوزة على المكدس. يمكن للكود غير الآمن أن يخزن ويتلاعب بالمؤشرات من خلال النمط System.IntPtr ولكن لا يمكنه الاطلاع على محتوياتها.
- لا يمكن تحرير الذاكرة المُدارة بشكل مباشر إذ يتم تحريرها بشكل أوتوماتيكي من قبل جامع القمامة. إن جمع القمامة يعالج معضلة تسرب الذاكرة من خلال إعفاء المبرمج من مسؤولية تحرير الذاكرة.
- توفر لغة سي# بالإضافة إلى بنية try...catch الخاصة بمعالجة الاستثناءات البنية try...finally التي تضمن تنفيذ الكود الموجود في كتلة finally سواءً حصل استثناء أم لم يحصل.
- لا تدعم سي# الوراثة المتعددة على الرغم من أنه من الممكن لصف أن يحقق عدداً من الواجهات. يعود السبب في ذلك إلى قرار اتخذه المعماري الرائد في تصميم اللغة بهدف الابتعاد عن التعقيد وتبسيط المتطلبات المعمارية الخاصة بالبنية التحتية المشتركة للغات البرمجة (CLI). في حال تحقيق عدة واجهات تحتوي الطريقة ذاتها تتيح سي# للمبرمج إمكانية تحقيق الطريقة عدة مرات بشكل يتناسب مع الواجهة التي سيتم استدعاؤها من خلالها، أو (كما في لغة جافا) يمكن للمبرمج أن يحقق الطريقة مرة واحدة فقط بحيث يتم استدعاء هذا التحقيق من قبل كافة الواجهات التي تحتوي تلك الطريقة.
- خلافاً للغة جافا تدعم لغة سي# التحميل الزائد للمعاملات، إلا أنها تدعم تحميل المعاملات الأكثر شيوعاً فقط بالمقارنة مع لغة سي++.
- تتمتع سي# بكونها ذات تنميط أكثر أمناً من لغة سي++. إن التحويلات الضمنية المتاحة بشكل افتراضي في اللغة هي تلك المعدة الآمنة بشكل حصري. مثل توسيع الأعداد الصحيحة (من Int16 إلى Int32 مثلاً). يتم تطبيق هذه السياسة أثناء التصريف وخلال الترجمة في الوقت المناسب (JIT) وفي بعض الأحيان أثناء التنفيذ. لا يوجد تحويل ضمني بين النمط البولياني والنمط الصحيح ولا بين أعضاء الأنماط التعدادية والنمط الصحيح (باستثناء المحرف 0 والذي يمكن تحويله ضمنياً إلى أي نمط تعدادي). يجب الإشارة إلى أي تحويل معرف من قبل المستخدم بشكل صريح أو ضمني بشكل يخالف البواني الناسخة ومعاملات التحويل في لغة سي++ التي تعمل بشكل ضمني افتراضياً.
- تدعم سي# بشكل كامل التباين والتباين المعاكس للأنماط العامة على خلاف لغة سي++ التي توفر دعماً محدوداً للتباين المعاكس من خلال التحكم بمعاني الأنماط المعادة في الطرق الافتراضية.
- لأعضاء التعدادات ضمن مجال الرؤية الخاص بها.
- توفر لغة سي# الخصائص (بالإنجليزية: Properties)‏ كتجميل لغوي لنمط برمجي شائع يتم فيه تعريف زوج من الطرق: طريقة للحصول على القيمة (بالإنجليزية: getter)‏ وأخرى لتعديل القيمة (بالإنجليزية: setter)‏ بهدف تغليف عمليات الوصول إلى عضو من أعضاء الصف. نتيجة لذلك لم تعد هنالك حاجة لكتابة العديد من هذه الطرق بشكل تكراري، بالإضافة إلى ذلك يمكن الولوج إلى الخصائص بشكل موجز بنفس طريقة الولوج إلى الأعضاء ولا حاجة لاستخدام استدعاء الطريقة المعتاد للقيام بذلك.
- خلافاً للغة جافا لا تدعم لغة سي# الاستثناءات المفحوصة (الاستثناءات التي يمكن أن تحصل ضمن طريقة ما، يمكن للطريقة أن تصرح عن هذه الاستثناءات كجزء من توقيعها). وقد اتخذ قرار بالإحجام عن هذه الميزة نظراً لأنها قد تسبب معضلات فيما يتعلق بقابلية التوسع والتعامل مع الإصدارات المختلفة.
- ابتداءً من الإصدار 3.0 تدعم لغة سي# تقنيات البرمجة الوظيفية من خلال الصفوف التابعية وتعابير لامبدا على الرغم من كونها لغة أمرية أصلاً.

### نظام الأنماط المشترك
لدى سي# نظام أنماط موحد يدعى نظام الأنماط المشترك (بالإنجليزية: Common Type System)‏  أو اختصاراً CTS. إن نظام الأنماط الموحد يقوم على مبدأ أن كافة الأنماط بما فيها الأنماط البسيطة كالأعداد الصحيحة هي صفوف مشتقة من الصف System.Object. على سبيل المثال يرث كل نمط الطريقة ()ToString.

#### فئات أنماط المعطيات
يصنف نظام الأنماط المشترك أنماط المعطيات ضمن فئتين:
1. أنماط المرجع
2. أنماط القيمة

تتصف الكائنات من نمط القيمة بأنها لا تملك محدداً مرجعياً ولا تمتلك خصائص المقارنة المرجعية - فمعاملات المساواة وانعدام المساواة بين أنماط القيمة تقوم بمقارنة القيمة الحقيقية للبيانات الموجودة ضمن الكائنات ما لم تكن معاملات المقارنة هذه محملةً بشكل زائد. تُشتق أنماط القيمة من النمط System.ValueType ولديها دائماً قيمة افتراضية كما يمكن إنشاؤها ونسخها في أي وقت. من أهم القيود المفروضة على أنماط القيمة هو عدم المقدرة على الاشتقاق من بعضها البعض (إلا أنها تستطيع تحقيق الواجهات) كما أنها لا يمكن أن تحوي بانياً افتراضياً (بدون بارامترات). إن الأنماط البسيطة مثل النمط int (عدد صحيح ذو إشارة بطول 32 بتاً) والنمط float(عدد فاصلة عائمة بطول 32 بت معرف من آي تربل إي) والنمط char (وحدة كود من نظام يونيكود بطول 16 بت) والنمط System.DateTime (يعرف لحظة زمنية ما بدقة نانوثانية) هي أمثلة على أنماط القيمة. كذلك النمط enum (نمط تعدادي) والنمط struct (بنى معرفة من قبل المستخدم).
بمقابل ذلك تمتلك أنماط المرجع مفهوم المحدد المرجعي - أي أن كل كائن من النمط المرجعي يمتلك محدداً متميزاً عن محددات بقية الكائنات حتى وإن كان البيانات الموجودة ضمن كائنين هي ذاتها. ينعكس هذا المفهوم على عمليات مساواة أو عدم مساواة أنماط المرجع حيث تقوم باختبار المساواة المرجعية ولا تختبر مساواة القيم بينها إلا في حال تحميل المعاملات المقابلة بشكل زائد (كما هو الحال بالنسبة للنمط System.String. بشكل عام لا يمكن إنشاء كائنات من النمط المرجعي ولا نسخ كائن موجود ولا إجراء مقارنات بين قيم كائنين مرجعيين، على الرغم من ذلك توفر بين أنماط المرجع خدمات كهذه عبر التصريح عن بانٍ عام أو عبر تحقيق الواجهة الموافقة (مثل ICloneable وIComparable). بعض الأمثلة على أنماط المرجع النمط Object (الصف الأساسي الذي تشتق منه كافة الصفوف الأخرى) والنمط System.String (سلسلة محرفية من النمط يونيكود) والنمط System.Array (الصف الأساسي الذي تشتق منه كافة المصفوفات).
كلا الفئتين قابلتان للتوسيع بأنماط جديدة معرّفة من قبل المستخدم.

#### التعليب وفك التعليب
التعليب (بالإنجليزية: Boxing)‏ هو عملية تحويل كائن من نوع نمط القيمة إلى القيمة الموافقة كنمط مرجعي وهو أحد العمليات الضمنية في لغة سي#.
فك التعليب (بالإنجليزية: Unboxing)‏ هو عملية تحويل قيمة كائن من نوع نمط مرجعي (معلّب مسبقاً) إلى القيمة الموافقة كنمط القيمة. يتطلب فك التعليب قسراً صريحاً للنمط. إذا كان الكائن المعلب من النمط T يمكن عندها فك تعليب هذا الكائن فقط إلى النمط T (أو إلى النمط <Nullable<T).
```
int
 
foo
 
=
 
42
;
 
// نمط القيمة

object
 
bar
 
=
 
foo
;
 
// bar ضمن المتحول foo تعليب المتحول

int
 
baz
 
=
 
(
int
)
bar
;
 
// فك التعليب إلى نمط القيمة الأصلي

```

#### الأنماط العامة
أضيفت الأنماط العامة إلى سي# بدءاً من الإصدار 2.0. تستخدم الأنماط العامة بارامترات الأنماط والتي تمكن المطور من تصميم صفوف وطرق دون الحاجة إلى تحديد الأنماط المستخدمة، حيث يتم تحديد هذه الأنماط فقط لدى استخدامها. تكمن الفائدة من ذلك بأن القدرة على استخدام بارامترات الأنماط العامة لإنشاء الصفوف والطرق يمكن من استخدامها بشكل فعال كونه يجنب تكاليف التنفيذ الإضافية التي تسببها عمليات التعليب وفك التعليب كما يوضح المثال التالي:
```
// التعريف عن الصف العام

public
 
class
 
GenericList
<
T
>

{

    
void
 
Add
(
T
 
input
)
 
{
 
}

}

class
 
TestGenericList

{

    
private
 
class
 
ExampleClass
 
{
 
}

    
static
 
void
 
Main
()

    
{

        
// تعريف قائمة من النمط الصحيح

        
GenericList
<
int
>
 
list1
 
=
 
new
 
GenericList
<
int
>
();

        
// تعريف قائمة من نمط السلسلة المحرفية

        
GenericList
<
string
>
 
list2
 
=
 
new
 
GenericList
<
string
>
();

        
// ExampleClass تعريف قائمة من النمط المعرف من قبل المستخدم 

        
GenericList
<
ExampleClass
>
 
list3
 
=
 
new
 
GenericList
<
ExampleClass
>
();

    
}

}

```

بالمقارنة مع قوالب سي++ يلاحظ أن أنماط سي# العمومية توفر أماناً أفضل إلا أنها في الوقت ذاته محدودة القدرة، فعلى سبيل المثال ليس من الممكن استخدام الأنماط العمومية كحدود للمعاملات الحسابية.

## مثال «أهلاً بالعالم»
فيما يلي برنامج بسيط بلغة سي#، وهو إصدار من برنامج أهلاً بالعالم التقليدي:
```
using
 
System
;

class
 
Program

{

    
static
 
void
 
Main
()

    
{

        
Console
.
WriteLine
(
"Hello world!"
);

    
}

}

```

سيقوم هذا البرنامج بطباعة العبارة !Hello World إلى الكونسول. لكل سطر في هذا البرنامج وظيفة معينة:
```
using
 
System
;

```

يقوم السطر السابق بإخبار المصرف أن يستخدم System كبادئة مرشحة للاستخدام للأنماط المستخدمة في الكود المصدري. في هذه الحالة عندما يصادف المصرف الكلمة Console في الأسطر اللاحقة سوف يبحث عن نمط اسمه Console مبتدئاً عملية البحث في التجميعة (بالإنجليزية: Assembly)‏ الحالية ومن ثم كافة التجميعات الأخرى المشار إليها في البرنامج. سوف يفشل المصرف في هذه الحالة في إيجاد النمط Console وعندها سيحاول البحث عن نمط اسمه System.Console مستخدماً System كبادئة لاسم النمط، وسينجح في إيجاده لأن اسم النمط الكامل هو بالفعل System.Console. إن الكلمة المفتاحية using تتيح للمبرمج أن يسرد كافة البوادئ المرشحة للاستخدام أثناء التصريف كبديل عن استخدام الاسم الكامل للنمط.
```
class
 
Program

```

يعرّف السطر السابق الصنف Program. كل ما يوجد ضمن زوج القوسيين التاليين يتبع تعريف Program.
```
static
 
void
 
Main
()

```

يعرّف هذا السطر طريقة استاتيكية (خاصة بالصف) يتم استدعاؤها عندما يبدأ البرنامج بالتنفيذ. يستدعي وقت تنفيذ دوت نت (CLR) الطريقة Main. (ملاحظة: يمكن استدعاء الطريقة Main كغيرها من الطرق، على سبيل المثال يمكن لطريقة أخرى من الصف Program استدعاء الطريقة Main). الكلمة المفتاحية static تجعل الولوج إلى الطريقة مباشرة دون الحاجة إلى إنشاء كائن من الصف Program ممكناً. في تطبيقات الكونسول يجب أن تكون الطريقة Main استاتيكية. لأنه في حال لم تكن استاتيكية عندها سيحتاج البرنامج إلى كائن من الصف Program، إلا أن إنشاء الكائن سيحتاج برنامجاً يقوم بإنشائه. لحل مشكلة الاعتمادية التبادلية هذه تقوم مصرفات سي# لدى تصريفها تطبيقات الكونسول بإصدار خطأ عند الفشل في إيجاد طريقة Main استاتيكية. الكلمة المفتاحية void تعني أن الطريقة Main لن تقوم بإعادة قيمة.
```
Console
.
WriteLine
(
"Hello world!"
);

```

يقوم هذا السطر بكتابة خرج (ناتج التنفيذ للبرنامج) البرنامج. إن Console هو صف (كلاس) استاتيكي موجود في فضاء التسمية (Namespace) System ويقوم بدور واجهة برمجية إلى المجاري الأساسية (مجرى الدخل ومجرى الخرج ومجرى الخطأ) خاصة بتطبيقات الكونسول. يستدعي البرنامج الطريقة WriteLine الخاصة بالصف (كلاس) Console والتي تقوم بإظهار محتوى البارامتر الخاص بها (في هذه الحالة !Hello World) إلى الكونسول في سطر مستقل.

## وصلات خارجية
- دليل برمجة سي شارب (شبكة مطوري مايكروسوفت) (بالإنجليزية)
- توصيف لغة سي شارب (معيار آيزو) (بالإنجليزية)
- مشروع مونو (بالإنجليزية)
- تحميل بيئة التطوير مونو ديفيلوب لتطوير تطبيقات سي شارب باستخدام مونو (مجاني)